# Qualificações para o Campeonato Europeu de Futebol de 2020 – Grupo B
O Grupo B das Qualificações para o Campeonato Europeu de Futebol de 2020 foi um dos dez grupos que decidiu os participantes do Campeonato Europeu de Futebol de 2020. As duas melhores seleções se classificaram.

## Classificação
|  | Equipes qualificadas para o Campeonato Europeu de Futebol de 2020 |
|  | Equipes classificadas para a repescagem                           |
|  | Equipes eliminadas                                                |

| Pos | Equipe     | Pts | J | V | E | D | GP | GC | SG  | Classificado                     |  | Ucrânia | Portugal | Sérvia | Luxemburgo | Lituânia |
| --- | ---------- | --- | - | - | - | - | -- | -- | --- | -------------------------------- |  | ------- | -------- | ------ | ---------- | -------- |
| 1   | Ucrânia    | 20  | 8 | 6 | 2 | 0 | 17 | 4  | +13 | Qualificado para o Eurocopa 2020 |  | —       | 2–1      | 5–0    | 1–0        | 2–0      |
| 2   | Portugal   | 17  | 8 | 5 | 2 | 1 | 22 | 6  | +16 | Qualificado para o Eurocopa 2020 |  | 0–0     | —        | 1–1    | 3–0        | 6–0      |
| 3   | Sérvia     | 14  | 8 | 4 | 2 | 2 | 17 | 17 | 0   | Avança para a repescagem         |  | 2–2     | 2–4      | —      | 3–2        | 4–1      |
| 4   | Luxemburgo | 4   | 8 | 1 | 1 | 6 | 7  | 16 | −9  | Eliminado                        |  | 1–2     | 0–2      | 1–3    | —          | 2–1      |
| 5   | Lituânia   | 1   | 8 | 0 | 1 | 7 | 5  | 25 | −20 | Eliminado                        |  | 0–3     | 1–5      | 1–2    | 1–1        | —        |

## Partidas
As partidas foram divulgadas pela UEFA em 2 de dezembro de 2018. Para as partidas em março e novembro é utilizado o fuso horário UTC+1 e para o restante é seguido o fuso horário UTC+2.
| 22 de março de 2019 | Luxemburgo                   | 2 – 1     | Lituânia    | Stade Josy Barthel, Luxemburgo               |
| 20:45               | Barreiro 45' · Rodrigues 55' | Relatório | Černych 14' | Público: 3 353 Árbitro: ISR Roi Reinshreiber |

| 22 de março de 2019 | Portugal | 0 – 0     | Ucrânia | Estádio da Luz, Lisboa                      |
| 20:45               |          | Relatório |         | Público: 58 355 Árbitro: FRA Clément Turpin |

| 25 de março de 2019 | Luxemburgo | 1 – 2     | Ucrânia                                | Stade Josy Barthel, Luxemburgo                 |
| 20:45               | Turpel 34' | Relatório | Tsyhankov 40' · Rodrigues 90+3' (g.c.) | Público: 4 653 Árbitro: FIN Mattias Gestranius |

| 25 de março de 2019 | Portugal   | 1 – 1     | Sérvia         | Estádio da Luz, Lisboa                        |
| 20:45               | Danilo 42' | Relatório | Tadić 7' (pen) | Público: 50 342 Árbitro: POL Szymon Marciniak |

| 7 de junho de 2019 | Lituânia      | 1 – 1     | Luxemburgo    | Estádio LFF, Vilnius                    |
| 20:45              | Novikovas 74' | Relatório | Rodrigues 21' | Público: 3 263 Árbitro: HUN Ádám Farkas |

| 7 de junho de 2019 | Ucrânia                                                   | 5 – 0     | Sérvia | Arena Lviv, Lviv                                 |
| 20:45              | Tsyhankov 26', 27' · Konoplyanka 46', 75' · Yaremchuk 58' | Relatório |        | Público: 34 700 Árbitro: ESP Antonio Mateu Lahoz |

| 10 de junho de 2019 | Sérvia                                          | 4 – 1     | Lituânia            | Estádio Estrela Vermelha, Belgrado        |
| 20:45               | A. Mitrović 20', 34' · Jović 35' · Ljajić 90+2' | Relatório | Novikovas 71' (pen) | Público: 52 Árbitro: SUI Adrien Jaccottet |

| 10 de junho de 2019 | Ucrânia      | 1 – 0     | Luxemburgo | Arena Lviv, Lviv                            |
| 20:45               | Yaremchuk 6' | Relatório |            | Público: 34 700 Árbitro: SVK Peter Kralović |

| 7 de setembro de 2019 | Lituânia | 0 – 3     | Ucrânia                                     | Estádio LFF, Vilnius                     |
| 18:00                 |          | Relatório | Zinchenko 7' · Marlos 27' · Malinovskyi 62' | Público: 5 067 Árbitro: BIH Irfan Peljto |

| 7 de setembro de 2019 | Sérvia                           | 2 – 4     | Portugal                                                                               | Estádio Estrela Vermelha, Belgrado        |
| 20:45                 | Milenković 68' · A. Mitrović 85' | Relatório | William Carvalho 42' · Gonçalo Guedes 58' · Cristiano Ronaldo 80' · Bernardo Silva 86' | Público: 39 839 Árbitro: TUR Cüneyt Çakır |

| 10 de setembro de 2019 | Lituânia            | 1 – 5     | Portugal                                                           | Estádio LFF, Vilnius                    |
| 20:45                  | Andriuškevičius 28' | Relatório | Cristiano Ronaldo 7' (pen), 62', 65', 76' · William Carvalho 90+2' | Público: 5 067 Árbitro: NED Bas Nijhuis |

| 10 de setembro de 2019 | Luxemburgo | 1 – 3     | Sérvia                              | Stade Josy Barthel, Luxemburgo           |
| 20:45                  | Turpel 66' | Relatório | A. Mitrović 36', 78' · Radonjić 55' | Público: 6 373 Árbitro: ITA Davide Massa |

| 11 de outubro de 2019 | Portugal                                                        | 3 – 0     | Luxemburgo | Estádio José Alvalade, Lisboa                 |
| 20:45                 | Bernardo Silva 16' · Cristiano Ronaldo 65' · Gonçalo Guedes 89' | Relatório |            | Público: 47 305 Árbitro: POL Daniel Stefanski |

| 11 de outubro de 2019 | Ucrânia              | 2 – 0     | Lituânia | Estádio Metalist, Carcóvia                  |
| 20:45                 | Malinovskyi 29', 58' | Relatório |          | Público: 32 500 Árbitro: AUT Harald Lechner |

| 14 de outubro de 2019 | Lituânia       | 1 – 2     | Sérvia               | Estádio LFF, Vilnius                         |
| 20:45                 | Kazlauskas 79' | Relatório | A. Mitrović 49', 53' | Público: 2 787 Árbitro: POL Paweł Raczkowski |

| 14 de outubro de 2019 | Ucrânia                       | 2 – 1     | Portugal                    | Estádio Olímpico, Kiev                      |
| 20:45                 | Yaremchuk 6' · Yarmolenko 27' | Relatório | Cristiano Ronaldo 72' (pen) | Público: 65 883 Árbitro: ENG Anthony Taylor |

| 14 de novembro de 2019 | Portugal                                                                              | 6 – 0     | Lituânia | Estádio Algarve, Faro-Loulé               |
| 20:45                  | Cristiano Ronaldo 7' (pen), 22', 65' · Pizzi 52' · Paciência 56' · Bernardo Silva 63' | Relatório |          | Público: 18 534 Árbitro: FRA Ruddy Buquet |

| 14 de novembro de 2019 | Sérvia                           | 3 – 2     | Luxemburgo                 | Estádio Estrela Vermelha, Belgrado           |
| 20:45                  | Mitrović 11', 43' · Radonjić 70' | Relatório | Rodrigues 54' · Turpel 75' | Público: 1 560 Árbitro: NED Serdar Gözübüyük |

| 17 de novembro de 2019 | Luxemburgo | 0 – 2     | Portugal                              | Stade Josy Barthel, Luxemburgo                |
| 15:00                  |            | Relatório | Fernandes 39' · Cristiano Ronaldo 86' | Público: 8 000 Árbitro: ESP Jesús Gil Manzano |

| 17 de novembro de 2019 | Sérvia                        | 2 – 2     | Ucrânia                        | Estádio Estrela Vermelha, Belgrado       |
| 15:00                  | Tadić 9' (pen) · Mitrović 56' | Relatório | Yaremchuk 33' · Besyedin 90+3' | Público: 4 457 Árbitro: SCO Bobby Madden |